# Amazonit
Amazonit (synonim: kamień amazoński) – minerał z gromady krzemianów. Minerał, jest zieloną lub niebieskozieloną odmianą skalenia zwanego mikroklinem; kamień półszlachetny. Należy do grupy minerałów rzadkich.
Choć nazwa jego pochodzi od rzeki Amazonki, w prawdziwej Amazonii ten minerał nie występuje lub papug z rodzaju Amazona, gdzie zielona barwa przypomina kolor ich skrzydeł. Pierwotnie tą nazwą określano zielone jadeity.

## Charakterystyka

### Właściwości
Krystalizuje w układzie trójskośnym. Zazwyczaj tworzy kryształy o pokroju słupkowym i tabliczkowym. Często tworzy zbliźniaczenia i gruboziarniste agregaty. Najpiękniejsze kryształy występują w szczotkach. Jest kruchy, przeświecający lub nieprzezroczysty. Posiada szklisty, bądź perłowy połysk. Jego charakterystyczną cechą jest barwa – zielonkawa (wywołana niewielką domieszką ołowiu, do 1,2% tlenku ołowiu II) z przerastającymi go nieregularnymi (kropelkowymi lub żyłkowymi) wrostkami białego albitu.

### Występowanie
Występuje w kwaśnych, głębinowych skałach magmowych, najczęściej w pegmatytach, granitach. Skalenie występują w skałach magmowych (są minerałami, na których opiera się klasyfikacja skał magmowych). Towarzyszy mu najczęściej kwarc dymny, albit, clevelandyt, kwarc, mikroklin oraz szerl i fluoryt.
Miejsca występowania:
- Na świecie: USA – Kolorado, Wirginia, Dakota, Pensylwania[4] (kryształy osiągają wielkość do 45 cm), Brazylia[4], Indie, Kenia[4], Madagaskar[4], Norwegia, Namibia[4], Kanada, Rosja – Ural (kryształy przekraczają wielkość 1 metra), Płw. Kolski[4][1].

- W Polsce: występuje w druzach pegmatytowych[5] granitów strzegomskich i strzelińskich (kryształy mają wielkość kilku centymetrów)[1].

### Zastosowanie
- kamień poszukiwany przez kolekcjonerów,
- kamień jubilerski i ozdobny. Przezroczyste i pięknie zabarwione odmiany używane są w jubilerstwie jako kamienie jubilerskie i ozdobne. Amazonit zazwyczaj jest szlifowany w postaci kaboszonów. Może być mylony z turkusem i niektórymi jadeitami,
- Skaleń jest eksploatowany dla przemysłu ceramicznego (porcelana, glazury, izolatory).